# Bandera de Turquía
La bandera de Turquía consiste en una luna menguante (vista desde el hemisferio norte) y una estrella blanca sobre un fondo rojo. Más conocida como la bandera turca, también es llamada Ay Yıldız (en turco: luna y estrella) o Alsancak (en turco: bandera roja). Este emblema fue adoptado en 1876. La bandera turca tiene un origen complejo e incierto, ya que es un diseño antiguo, siendo casi idéntico al de la última bandera del Imperio otomano.

Estandarte presidencial.

El rojo es un color predominante en la historia turca, sobre todo si lo relacionamos con las batallas sangrientas de la Guerra de Independencia turca. La media luna y la estrella, juntas, que por lo común son consideradas símbolos islámicos hoy en día, han sido durante mucho tiempo empleadas en Asia Menor mucho antes del advenimiento del Islam. La bandera era, en un principio, simplemente una media luna sobre campo verde, pero ésta fue modificada en 1793 cuando el Sultán Selim III cambió el fondo verde a rojo. En 1844, se añadió la estrella. El símbolo de la estrella, según algunas teorías y estudios, se remonta a los tiempos del emperador romano Constantino (fundador de Constantinopla, actual Estambul), siendo considerada en su época como un símbolo de la Virgen María.[cita requerida] Por otra parte, se han encontrado monedas turcas de los años 576-600 (la época Köktürk) estampadas con la figura de medialuna y estrella.
El origen de la bandera, a su vez, es ampliamente descrito según distintas leyendas en el país, siendo las más populares las siguientes:
La reflexión de la luna que oculta una estrella, las cuales aparecen sobre un fondo de sangre avistadas después de la batalla de Kosovo en 1448, llevó a la adopción de la bandera turca por el Sultán Murad II.
Un sueño del primer Sultán otomano, en el cual una media luna y la estrella surgieron de su pecho y se ampliaron, presagiando la conquista de la dinastía de Constantinopla. 

Una media luna y la estrella fueron divisadas durante la noche de la caída de Constantinopla por el Sultán Mehmed II en 1453.
La más ampliamente creída, sin embargo, cuenta que Mustafa Kemal Atatürk, el fundador de la República turca, caminaba por un campo de batalla una noche tras un combate victorioso durante la Guerra de Independencia Turca, y observó la reflexión de una estrella y la formación de la media luna menguante sobre un vasto fondo de sangre en el terreno de una colina rocosa de Sakarya.

## Construcción de la bandera
| Letra | Medida                                                                                    | Longitud |
| ----- | ----------------------------------------------------------------------------------------- | -------- |
| G     | Ancho                                                                                     | 1        |
| A     | Distancia entre el centro de la media luna exterior y la costura de la banda blanca       | 1/2 G    |
| B     | Diámetro del círculo exterior de la media luna                                            | 1/2 G    |
| C     | Distancia entre los centros de los círculos interior y exterior de la media luna          | 1/16 G   |
| D     | Diámetro del círculo interno de la media luna                                             | 2/5 G    |
| E     | Distancia entre el círculo interno de la media luna y el círculo alrededor de la estrella | 1/3 G    |
| F     | Diámetro del círculo alrededor de la estrella                                             | 1/4 G    |
| L     | Longitud                                                                                  | 1 ½ G    |
| M     | Anchura del dobladillo blanco en el polipasto                                             | 1/29.7 L |